# Джахан Темур
Джахан Темур (*д/н —після 1340) — хан південно-західної частини Ільханів у 1339—1340 роках.

## Життєпис
Походив з династії Хулагуїдів. Син Ала-Фірена та онук хана Гайхату. Про нього відомо замало. Опинився на території, яку контролював Джалаїріди. У 1339 році Хасан Бузург, очільник останніх, після тривалої боротьби з Чобанідами, які керували від імені Саті-беги, оголосив нових ханом Джахан Темура. Втім останній не мав жодної влади. Від його імені В Багдаді, на півдні Іраку, Персії керували Джалаїріди.
Втім після битви у червні 1340 року при Джагату, влада Джалаїрідів у Персії впала. Слідом за цим Джахан Темур перебрався до Багдаду, де взаконив правління Джалаїрідів, які утворили власну державу. Подальша доля Джахан Темура невідома.
З цього моменту існування держави Ільханів на більшій території припинилося, лише в Тебризі залишався Сулейман-хан з Хулагуїдів, в Нишапурі (Хорасан) зберігав владу Лонгман-хан з Хасаридів (споріднених з Чингізидами), в Ісфагані та Язді, західному Кермані створили державу Мозаффариди, в Хузистані — Інджуїди, в Гераті — Курти, в Ширазі, південному Кермані, західному Сістані, Гідросії — Шабанкари, в південному Хорасані — Сарбадари, Сістані та Кандагарі — самостійні володарі.